# Urracá
Urracá o Ubarragá Maniá Tugrí (1490 (aproximadamente) - Natá de los Caballeros, 1531) fue un destacado líder indígena (cacique) las personas intentan relacionarlo con el pueblo ngäbe.Sin embargo, esta propuesta es un error histórico porque en los primeros años de la conquista española en el istmo de Panamá, el territorio estaba habitado por los Dorasques, otro pueblo indígena hoy extinto. Su liderazgo se caracterizó por su valiente resistencia frente a las expediciones españolas que operaron en la región durante un periodo de aproximadamente nueve años. Durante este tiempo, Urracá logró infligir múltiples derrotas a los conquistadores, bajo la comandancia de Gaspar de Espinosa. 
Cuando Gaspar de Espinosa fue llamado a Panamá por el gobernador Pedrarias Dávila, la responsabilidad de defender la plaza recayó en Francisco de Compañón. En un sorpresivo ataque, Urracá lideró una ofensiva contra la población defendida por Compañón. Sin embargo, Compañón demostró habilidad al enviar un informe detallado sobre la situación a las autoridades en Panamá.
En respuesta a esta situación, el gobernador Pedrarias Dávila ordenó el envío de un batallón bajo el mando de Hernán Ponce de León para hacer frente a la amenaza presentada por Urracá y sus seguidores.

## Biografía de Urraca en historia de Panamá
Según personas del pueblo ngäbe, se dice que era de Ki Kitdre, lugar que se encuentra en la actual provincia de Chiriquí. Históricamente, es poco probable que Urracá fuera ngäbe, porque en los primeros años de la conquista española en el istmo de Panamá, el territorio estaba habitado por los Dorasques. Que ocupaban los territorios que hoy día conocemos como:  provincias de Bocas del Toro, Chiriquí, Veraguas, la Comarca Ngäbe-Buglé y Punta Burica. Pero, sí es posible que los indígenas «Bokotas», también conocidos como «Bugles», sean los únicos descendientes directos actuales de los Dorasques.

### Los Dorasques o Doraces
Los Dorasques, también conocidos como: Doraces, Dorás, Dorces o Dorados, no era una sola etnia. Aunque ciertamente eran un pueblo, en realidad constituían una micro o pequeña nación en la que albergaban varias etnias y lenguas que eran tribus aliadas. Entre estas tribus se encontraban los Suríes, Chalivas, Chumulos, Dolegas, Querébalos, Bugabas, Iribolos, Chiriluos, Suasimis, Saribas, Calderas, Gualaca, Montijo, Veragua, Guabalá, Tabasará, Buricas, Vareclas, Boquerón, Musá, Bulabá, Barú, Mariato, Dures, Duraria, Aburema, Aoyaques, Carabaro, Nusa, Cébaco, Borasi, Guaniaga, Tabor, Chiracona, Raquegua, Espalaba, Caizanes, Dururua, entre otros.
Urracá logró hacer alianzas con tribus tradicionalmente enemigas de la suya, a fin de vencer a los españoles. Caciques como Ponca, Dures, Duraria, Bulaba, Guisia, Guaniaga, Tabor, Guracona, Guaniagos y otros grandes señores de Veragua se unieron bajo su mando. Sin embargo, la llegada de Ponce de León obligó a los aliados a levantar el sitio, y poco después llegó a Natá el propio Pedrarias, con nuevas fuerzas. Hubo cruentos enfrentamientos, sin que ninguna de las partes obtuviese la victoria total. En una batalla posterior, las fuerzas de Urracá lograron vencer a las del capitán Diego de Albitres, quien escapó con vida y pudo dar cuenta de todo al Gobernador de Castilla del Oro.
Hasta nuestros días ha subsistido una narración indígena transmitida oralmente sobre los hechos acaecidos durante ese período, en particular sobre el último cacique dorás en la región de Chiriquí. Aproximadamente en 1591, para entonces, habían transcurrido poco más de 60 años desde la muerte del Gran Cacique Urracá. Un tataranieto de este último cacique narró lo siguiente:
«…mi madre era biznieta del último cacique de los Dorasques y se llamó Doscicuen, que quería decir en ese idioma, hombre valeroso y astuto; sostuvo la guerra con los españoles, quienes querían apoderarse de sus vastos dominios, siendo el rey en todo el valle de Chiriquí, estando todas las demás tribus bajo su gobierno nunca le presentó combate ni permitió que sus subalternos lo hicieran al enemigo común, los españoles, a campo raso, sino que siempre combatían sus fuerzas escondidas en laderas, barrancos  entre los más tupidos bosques  dividiendo sus fuerzas en ligeras guerrillas, causándole no pocas veces, pérdidas de gran consideración a los conquistadores, no pudiendo estos emplear sus arcabuces con certero fuego sobre estos bravos indios...».
Este descendiente cuenta cómo los españoles, al ver que no podían vencerle, buscaron un cacique traidor. Poco después, lograron su objetivo, dando muerte al último cacique y así iniciando la decadencia del reino y la cultura dorás.
Según el etnógrafo francés Alphonse Louis Pinart: «hay continuas riñas y desavenencias, que regularmente los Dorasques y Chalivas llevan la ventaja á los Guaymies, matándose frequentemente unos a otros, pero jamás les falta alguna querella por estar en guerra. Siempre llevan consigo los trofeos de sus triunfos, colgándose al pescuezo un collar que les cae sobre el pecho, compuesto de las uñas de los leones, tigres ó caimanes de que han triunfado, y cada una denota la muerte de un animal de estos. En la ternilla de las orejas se atraviesan un huesecillo por cada Indio contrario que matan, y suele ser labrado de uno de los de su cuerpo. De este también suelen separar la parte superior del cráneo, formando de él vasija ó tutumo para beber la chicha en los días que celebran alguna fiesta alusiva á sus contrarios; y con este destino amenazan la cabeza del que desean matar…».
Además, Pinart afirmó, que en el año 1882, murió el último indígena de la nación Dorasque, propia en Gualaca. También mencionó que para el siglo XIX existía una parcialidad de Chalivas perteneciente a la nación Dorasque-Changuina. Estos eran los indígenas que en tiempo de la conquista, tenían su residencia y asiento principal detrás del Volcán de Chiriquí, Sierras de Chiriquí y de la Talamanca, donde confinaban con las naciones (Teribis, Terrabas, Cabecares), llegaban hasta las costas del mar del norte y la laguna de Chiriquí.

### Captura de Urracá
Los españoles, dirigidos por Compañón, decidieron capturar a Urracá mediante un ardid, y enviaron emisarios a sus tierras a fin de proponerle entablar negociaciones de paz en Natá de los Caballeros.
Urracá aceptó la invitación y concurrió al lugar en compañía de dos de sus hombres, pero Compañón lo encarceló y lo remitió encadenado a Nombre de Dios a fin de que fuese enviado a España. No obstante, Urracá logró escapar y reunirse con sus súbditos, y durante varios años mantuvo su resistencia contra los españoles.
En historias de Panamá, se dice que este se había escapado de un barco español, donde venía capturado, y nadó grandes cantidades de distancia, hasta llegar a la costa donde se reuniría con sus hombres. 
Hay hipótesis en el sentido de que Urracá haya sido el mismo señor de Veragua mencionado en los relatos del cuarto viaje de Cristóbal Colón con el nombre de Quibian o Quibián. Aunque la tradición oral Ngäbe pasada de generación en generación ubica el dominio de Urracá en el territorio entre las zonas de Santa Fe, El Pantano y las nacientes de los ríos Luis, Munumi y Piedra Roja. Tras el escape de Urracá del galeón donde estaba encadenado para llevarlo a España, los conquistadores ofrecieron una recompensa por su cabeza; sin embargo, Urracá viajó por toda el área, manteniendo el espíritu de sublevación, el cual amainó tras su muerte. La tradición oral además indica que habría muerto en el año 1535 y no en 1531, que sería el año de fue su captura y posterior fuga de las manos de los españoles. Se dice que fue enterrado secretamente en una tumba en lo que ahora es Kusapin.

## En la cultura popular

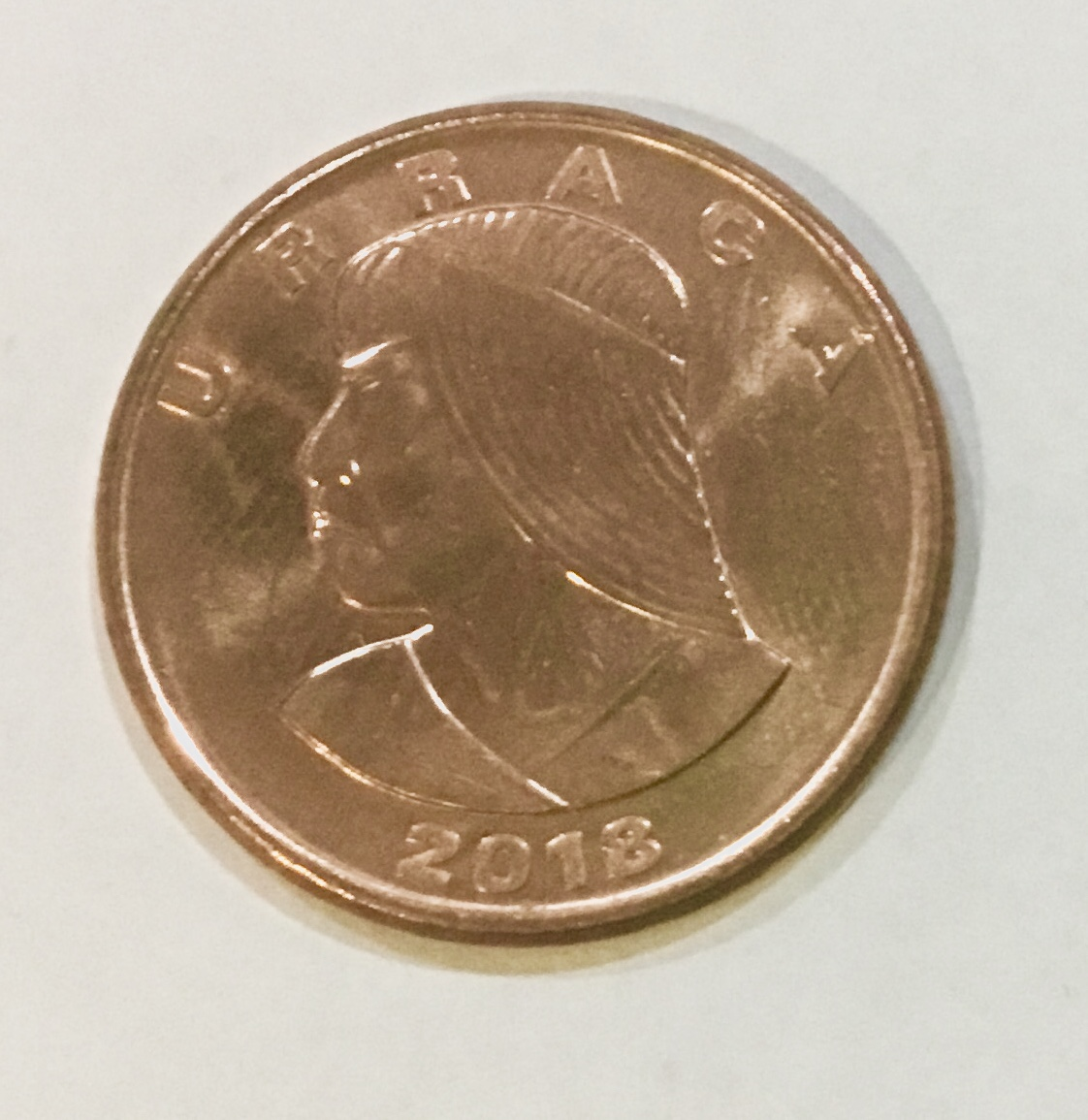
Rostro de Urracá en una moneda de un centésimo de balboa.

Al frente de la fachada de la Escuela Normal de Santiago, se yergue una estatua de Urracá en los jardines de la Escuela Normal.
En su honor, la Asociación Nacional de Scouts de Panamá denomina «Scout Urracá» al más alto rango que otorga a quienes se han destacado por su servicio a la comunidad.
El rostro de Urracá se encuentra acuñada en las monedas de un centésimo de balboa.
La Cuarta Compañía de Infantería de las fenecidas Fuerzas de Defensa de Panamá llevaban el nombre de Urracá.